# Tobias Lindholm
Tobias Lindholm, né le 5 juillet 1977, est un réalisateur et scénariste danois.

## Biographie
Tobias Lindholm est diplômé en 2007 de l’École nationale de cinéma du Danemark. Il rédige plusieurs courts métrages, dont In transit et le feuilleton Sommer. En 2010 il scénarise la série Borgen, succès international diffusé dans plus de 20 pays, avant de ficeler l’intrigue de Submarino. 
La même année, il réalise R avec Michael Noer, son premier long métrage, et remporte le Dragon Award du Meilleur film nordique à Göteborg ainsi que le Bodil du Meilleur film danois. En 2012, il scénarise La Chasse avec Mads Mikkelsen au casting, film acclamé par la profession et nommé dans neuf catégories à Cannes.

## Filmographie

### Comme réalisateur
- 2010 : R
- 2012 : Hijacking (Kapringen)
- 2015 : A War (en danois : Krigen)
- 2020 : L'affaire Kim Wall (en danois : Efterforskningen) (série)
- 2022 : Meurtres sans ordonnance (The Good Nurse)

### Comme scénariste
Tobias Lindholm est scénariste des films qu'il a réalisé.
- 2005 : In transit de Lisa Aschan (court métrage)
- 2010 : Borgen, une femme au pouvoir (Borgen) (série)
- 2010 : Submarino de Thomas Vinterberg
- 2012 : La Chasse (Jagten) de Thomas Vinterberg
- 2013 : I lossens time de Søren Kragh-Jacobsen
- 2016 : La Communauté (Kollektivet) de Thomas Vinterberg
- 2020 : Drunk (Druk) de Thomas Vinterberg

## Récompenses et distinctions
- Prix du cinéma européen 2020 : Meilleur scénariste pour Drunk[1]